# 쌀이없어요
쌀이없어요(본명: 이예나, 1985년 5월 20일~)은 대한민국의 유튜버이자 학원 강사이다.

## 학력
- 성포중학교 (졸업)
- 고려대학교 공과대학 전기전자전파공학부 (졸업)